# Gerald Ketchum
Pour les articles homonymes, voir Ketchum.
 (mai 2016).
Si vous disposez d'ouvrages ou d'articles de référence ou si vous connaissez des sites web de qualité traitant du thème abordé ici, merci de compléter l'article en donnant les références utiles à sa vérifiabilité et en les liant à la section « Notes et références ».
Gerald Lyle Ketchum, né le 5 décembre 1908 à Bellingham et mort le 22 août 1992 à Plano, est un contre-amiral américain.

## Biographie
Il participe à la Seconde Guerre mondiale et à la guerre de Corée.
Il participe aussi à quatre missions en Antarctique dont l'opération Windmill et l'opération Highjump.
En 1947-1948, il commande les brises-glace Edisto et Burton Island le long de la côte nord-est de l'Antarctique près des lacs Bunger, sur les îles qui le bordent et dans la baie des Baleines.